# K-STAR WAVE
K-STAR WAVE는 신동아방송에서 종합방송채널 개국 기념으로 방송한 오디션이다. 1차 예선을 통과한 1000명에게는 음반 제작비 80%를 지원해주며, 정식음반 유통과 방송 출연 보장으로 가수 데뷔를 할 수 있게 해 준다. 본선 진출자는 중국, 일본 등 해외에서 활동할 수 있는 기회도 주어진다. 우승자에게는 음반 제작비 1억 원을 포함한 11억 원이 상금으로 지급된다.